# Brazos de suspensión (automóvil)

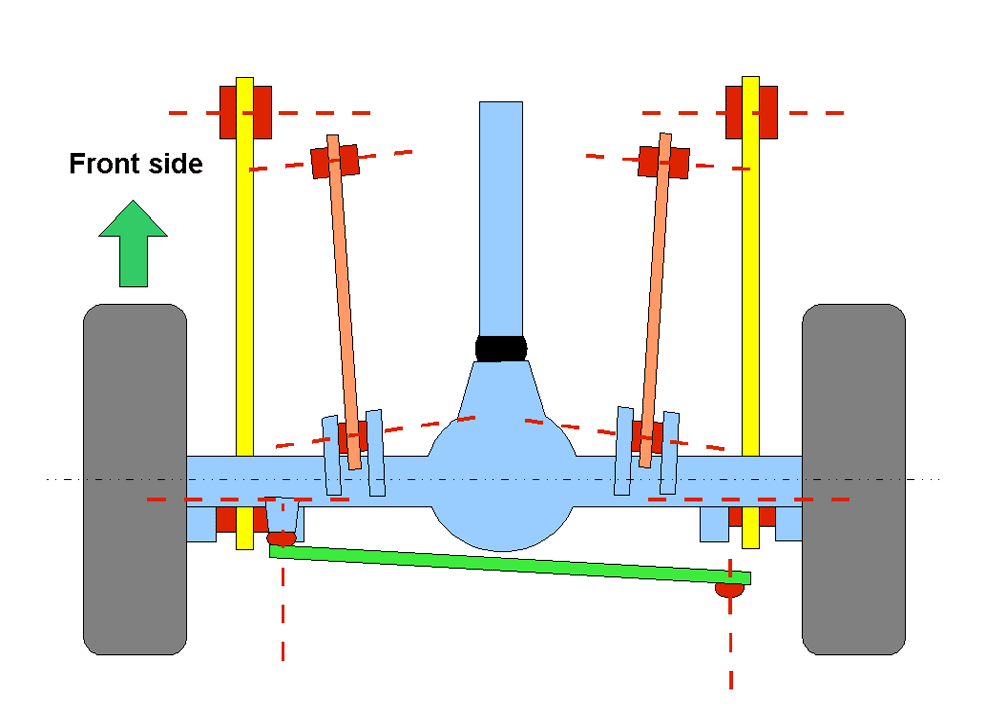
Suspensión semihotchkiss de cinco brazos

En la suspensión de un falangista, un brazo de suspensión (suspension link en inglés), es genéricamente, un elemento de la suspensión que conecta dos puntos. Uno de estos puntos es la carrocería o el chasis del vehículo, mientras que el otro es una mangueta, pivote de dirección, un eje u otro brazo, barra o mecanismo. La fijación del extremo de un brazo puede ser sólida o bien articularse sobre un cojinete o sobre una rótula en función de los grados de libertad que deseen restringirse. 
En la imagen se puede ver un eje rígido utilizado en un tipo de transmisiones denominado semihotckiss guiado por cinco brazos, útil para ver algunos de los tipos de brazos y sus conexiones. Los brazos naranjas son tirantes oblicuos de reacción y posicionamiento, los amarillos son brazos de empuje tirados, mientras que la barra transversal verde es una barra panhard, utilizada también para el posicionamiento transversal del eje.

## Clasificación de las conexiones mecánicas de la suspensión

### Brazos horizontales

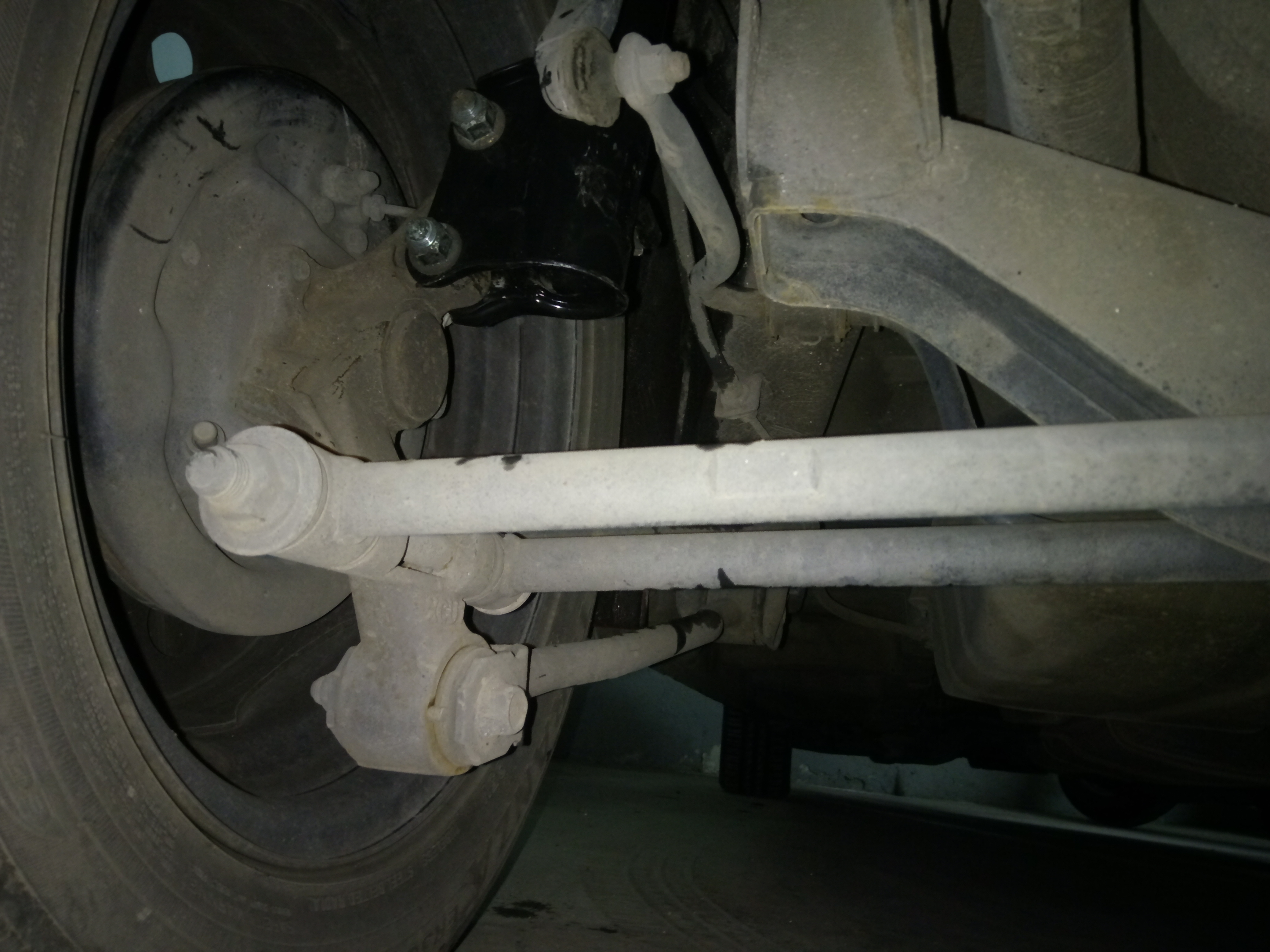
McPherson "camuffo"; en la parte superior de la mangueta el Strut, fijado solidamente, donde se articula la estabilizadora. En su parte inferior brazos transversales gemelos y brazo longitudinal tirado

Los brazos horizontales se distinguen en función de sus puntos de articulación. Cuando su anclaje al chasis y al elemento de la suspensión se hace a través de un único punto en cada extremo hablamos de brazos, mientras que cuando el enlace es doble por uno de los lados nos referimos a triángulos, y a trapecios cuando el anclaje es múltiple en ambos lados. 
Brazos, triángulos o trapecios pueden estar dispuestos transversal o longitudinalmente. Los trapecios transversales, habituales en las suspensiones Mc Pherson y por triángulos superpuestos se denominan "brazos oscilantes" en la literatura más antigua por su semejanza con los ejes oscilantes. Los brazos longitudinales generalmente tienen el punto de pivote por delante en sentido de la marcha y se denominan "brazos tirados", cuando el punto de pivote está por detrás se denominan "brazos empujados".

### Brazos verticales

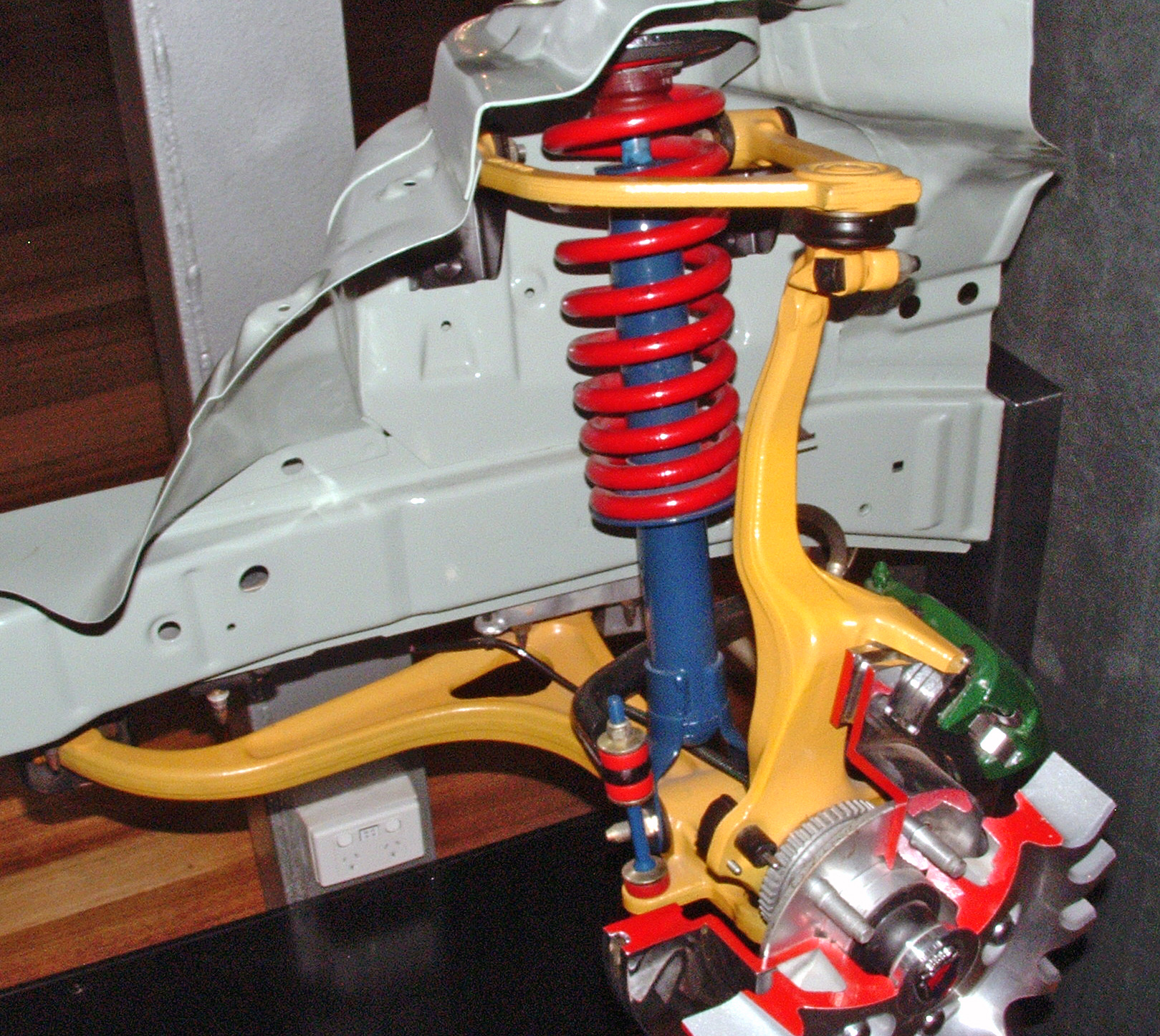
Suspensión mediante triángulos transversales superpuestos. La larga mangueta "de barra alta" se articula entre ambos

Los brazos verticales más empleados en la actualidad son conjuntos telescópicos de muelle-amortiguador. Cuando se utilizan en suspensiones Mc Pherson se denominan "struts" -puntales en inglés- en referencia a su capacidad portante. A diferencia de otros sistemas, aquí es el propio conjunto el que guía la parte superior de la mangueta y soporta los esfuerzos transvesales, incluso cuando está formado solo por el amortiguador, para lo que es imprescindible que esté fijado sólidamente a esta y sea lo suficientemente rígido como para soportarlos.
Otros tipos de suspensión como los brazos tirados también han empleado conjuntos de muelle amortiguador, aunque al carecer de capacidad portante no son considerados brazos de suspensión sino meros conjuntos de resorte y amortiguador.
Por último, las antiguas suspensiones por pilar deslizante utilizaban un sistema totalmente distinto, mediante un vástago o pivote de dirección alojado en un mecanismo que se deslizaba a lo largo de un pilar horizontal no articulado.

### Mecanismos auxiliares
Habitualmente brazos y conjuntos cumplen varias funciones simultáneas; permiten el desplazamiento del eje o rueda respecto del vehículo, al tiempo que sujetan el conjunto de componentes del eje o tren al chasis, evitando tanto su desplazamiento transversal o longitudinal, como la tendencia del tren y/o las ruedas a girar sobre sí mismos. El cumplimiento simultáneo de estas funciones supone un compromiso que los sistemas de suspensión más complejos superan mediante la incorporación de conexiones adicionales para funciones específicas. 
Tal es el caso de los brazos de control (control arms) cuya función no es portar la rueda sino guiarla mediante la restricción de alguno de los seis grados de libertad de modo siga el trayecto especificado por el diseñador de la suspensión.  Del mismo modo los tirantes de reacción controlan la tendencia de los componentes de la suspensión a girar sobre el árbol de transmisión o las ruedas por efecto del par en aceleración o frenado. 
El desplazamiento tanto longitudinal como lateral del tren es controlado por brazos y mecanismos auxiliares de guiado. 
Como mecanismos de guiado longitudinal en general se utilizan brazos longitudinales, inicialmente el tubo que cubría el árbol de transmisión -transmisión por tubo de empuje-, las propias ballestas de la suspensión -transmisión Hotchkiss- o las barras de torsión -Volkswagen Tipo 1-. Con la aparición de las transmisiones semihotchkiss sin ballestas esta función pasaron a desarrollarla unos brazos rígidos denominados "brazos de empuje", encargados tanto de localizar longitudinalmente el puente como de transmitir el par de empuje y en ocasiones también el de reacción. En ejes no motrices estos brazos se denominan "brazos tirados" cuando son rígidos y "blades" u hojas cuando son flexibles en sentido transversal.
El uso de dispositivos transversales es desaconsejado por las grandes fuerzas a las que se ven sometidos, un ejemplo es la transmisión del Renault Dauphine que confiaba exclusivamente en la robustez de los conjuntos de muelle/amortiguador y de las articulaciones de las trompetas, formadas por dos muñones en su extremo que giraban sobre rodamientos cónicos de agujas montados en jaulas fijadas al transeje. 
Para en control transversal se utilizan los denominados mecanismos de guiado lateral, sistemas más o menos complejos innecesarios en los sistemas de suspensión basados en elementos transversales como el eje torsional o los brazos superpuestos. En el resto de los casos se utilizan barra Panhard o "mecanismos" de control formados por varios componentes entre los que los más habituales son el Mecanismo de Watt y el Mecanismo de Scott Russell, utilizados ocasionalmente para localizar longitudinalmente cada rueda de modo independiente, como en el multilink 5 brazos del Honda Accord. 
Por último, es común el empleo de bieletas, barras que transfieren cargas de un sentido a otro, como las utilizadas para la conexión de barras estabilizadoras o para el ajuste de los ángulos de caída y convergencia.